# Flughafen Ondangwa

i7
i11
i13
Der Flughafen Andimba Toivo ya Toivo (englisch Andimba Toivo ya Toivo Airport, bis 21. August 2019 Ondangwa Airport, IATA-Code: OND, ICAO-Code: FYOA) ist der Flughafen der Stadt Ondangwa in Namibia. Er ist nach Andimba Toivo ya Toivo benannt.
Der Flughafen ist eine ehemalige südafrikanische Militär-Flugbasis, heute ein ziviler Flughafen und liegt an der Nationalstraße B1 rund drei Kilometer nördlich der Stadt. Er besitzt eine 2987 Meter lange Hauptstartbahn sowie eine knapp 1400 Meter lange Ersatzbahn.
Air Namibia bot bis zur Insolvenz Anfang 2021 einen Liniendienst zum Flughafen Eros an. Aktuell (Stand Oktober 2022) fliegt FlyNamibia die Strecke.
Seit Oktober 2022 befindet sich vor dem Flughafengebäude eine Statue des namensgebenden Andimba Toivoi ya Toivo.

## Ausbau 2013 bis 2016
2013 bis August 2015 wurde der Flughafen Ondangwa komplett saniert und ein neues Passagier-Terminal errichtet. Hierfür hatte die Namibia Airports Company 75,3 Millionen Namibia-Dollar veranschlagt. Das neue Terminal wurden am 24. August 2015 offiziell eröffnet. Die Kosten betrugen abschließend insgesamt 86 Millionen Namibia-Dollar. Die Startbahn wurde zwischen dem 20. Dezember 2015 und 30. Januar 2016 für 208 Millionen Namibia-Dollar saniert. Sie ist seitdem breiter und länger und gehört der Kategorie 4C an.

## Statistiken
|                | 2008     | 2009   | 2010     | 2011     | 2012     | 2013     | 2014     |
| -------------- | -------- | ------ | -------- | -------- | -------- | -------- | -------- |
| Flugbewegungen | 2665 ▼   | 3818   | 3508 ▼   | 3096 ▼   | 3028 ▼   | 2941 ▼   | 2806 ▼   |
| Passagiere     | 43.325 ▲ | 22.824 | 23.114 ▲ | 22.870 ▼ | 33.702 ▲ | 43.448 ▲ | 40.532 ▼ |

|                | 2015     | 2016     | 2017     | 2018     | 2019     | 2020     | 2021     | 2022     | 2023     |
| -------------- | -------- | -------- | -------- | -------- | -------- | -------- | -------- | -------- | -------- |
| Flugbewegungen | 2477 ▼   | 2520 ▲   | 2871 ▲   | 2879 ▲   | 2617 ▼   | 1552 ▼   | 1402 ▼   | 1581 ▲   | 1609 ▲   |
| Passagiere     | 41.429 ▼ | 42.926 ▲ | 51.885 ▲ | 56.449 ▲ | 50.407 ▼ | 26.981 ▼ | 20.893 ▼ | 29.731 ▲ | 26.997 ▼ |

Quelle: Airport Statistics. Namibia Airports Company, Februar 2024.